# Comtat de San Mateo
El comtat de San Mateo (en anglés County of San Mateo, pronunciat /ˌsæn_məˈteɪ.oʊ/) és un comtat situat a l'estat nord-americà de Califòrnia. Segons el cens del 2020, la població era de 764.442 habitants. Redwood City és la seu del comtat i la tercera ciutat més poblada després de Daly City i San Mateo. El comtat de San Mateo està inclòs a la MSA de San Francisco–Oakland–Berkeley, CA (àrea estadística metropolitana), Silicon Valley, i forma part de l’àrea de la badia de San Francisco, els nou comtats que limiten la badia de San Francisco. Cobreix la major part de la península de San Francisco. L'aeroport internacional de San Francisco es troba a la zona nord-est del comtat i es troba a aproximadament a 11 km al sud dels límits de la ciutat i del comtat de San Francisco, tot i que al mateix aeroport se li assigna una adreça postal de San Francisco. Les zones urbanitzades del comtat són majoritàriament suburbanes i acullen molts campus corporatius.

## Història
El comtat de San Mateo es va formar el 1856 després de la divisió del comtat de San Francisco, un dels 18 comtats originals de l'estat establerts a l'estat de Califòrnia el 1850. Fins al 1856, els límits de la ciutat de San Francisco s'estenia a l'oest fins als carrers Divisadero i Castro, i al sud fins al carrer 20. El 1856, el govern de l'estat de Califòrnia va dividir el comtat. Aleshores es va traçar una línia recta a través de la punta de la península de San Francisco just al nord de la muntanya de San Bruno. Tot el que estava al sud de la línia es va convertir en el nou comtat de San Mateo mentre que tot el que estava al nord de la línia es va convertir en la nova ciutat consolidada i comtat de San Francisco. El comtat de San Mateo es va organitzar oficialment el 18 d'abril de 1857, sota un projecte de llei presentat pel senador TG Phelps. El projecte de llei de 1857 va definir el límit sud del comtat de San Mateo com a seguint la branca sud de San Francisquito Creek fins al seu naixement a les muntanyes de Santa Cruz i des d'allí cap a l'oest fins a l'oceà Pacífic, i va anomenar Redwood City com a seu del comtat. El comtat de San Mateo es va annexionar llavors part del nord del comtat de Santa Cruz el març de 1868, incloent Pescadero i Pigeon Point.
Tot i que el projecte de llei de formació va nomenar Redwood City com a seu del comtat, unes eleccions de maig de 1856 marcades per fraus sense rubor perpetuats en una comunitat no organitzada i totalment desprotegida per matons i embutidors de vots de San Francisco va nomenar Belmont com a seu del comtat. Els resultats de les eleccions van ser declarats il·legals i el govern del comtat es va traslladar a Redwood City, amb terres donades de la subvenció Pulgas per al govern del comtat el 27 de febrer de 1858. L'estatus de Redwood City com a seu del comtat es va mantenir en dues eleccions successives el maig de 1861 i el 9 de desembre de 1873, derrotant a San Mateo i Belmont. Una altra elecció del maig de 1874 va nomenar a San Mateo la seu del comtat, però la cort suprema de l'estat va anul·lar aquestes eleccions el 24 de febrer de 1875 i la seu del comtat s'ha mantingut a Redwood City des de llavors.
El comtat de San Mateo porta el nom espanyol de Sant Mateu. Com a topònim, San Mateo apareix ja l'any 1776 als dietaris d'Anza i Font. Diverses característiques geogràfiques locals també van ser designades com San Mateo als mapes primerencs, incloent-hi diferents: un assentament, un arroyo, un promontori que s'endinsa al Pacífic (Point Montara) i una gran propietat (Rancho San Mateo). Fins al voltant de 1850, el nom va aparèixer com a San Matheo.

### Japonesos americans a San Mateo
Els japonesos van arribar per primera vegada al comtat de San Mateo i van formar part d'un grup guiat per l'ambaixador Tomomi Iwakura el 1872. Uns quants estudiants japonesos masculins van venir a San Mateo per aprendre anglès i moltes altres habilitats útils per portar de tornada al Japó. Aquests estudiants també van ser alguns dels primers japonesos a unir-se als estudiants nord-americans a la Belmont School for Boys. Aquests alumnes havien de treballar per l'habitatge i el menjar abans de les classes i al vespre. Molts dels primers immigrants japonesos van poder trobar feina com a jardiners i paisatgistes a San Mateo. La majoria d'ells tenien una bona formació dels seus països d'origen, però el seu desconeixement de la llengua anglesa els va fer difícil trobar altres llocs de treball al principi.

## Geografia
Segons l'Oficina del Cens dels EUA, el comtat té una superfície total de 1.919 km², dels quals 1160 són} és terra i 759 km² (40%) és aigua. És el tercer comtat més petit de Califòrnia per superfície terrestre. Una sèrie de cursos d'aigua al costat de la badia drenen la part oriental del comtat, com ara San Bruno Creek i Colma Creek. Els rierols que drenen el comtat occidental inclouen Frenchmans Creek, Pilarcitos Creek, Naples Creek, Arroyo de en Medio i Denniston Creek. Aquests rierols s'originen al llarg de l'esperó nord de les muntanyes de Santa Cruz que travessen la comarca. Les parts del nord i l'est del comtat estan molt densament poblades amb àrees urbanes i suburbanes en gran part, amb moltes de les seves ciutats com a ciutats límit per a l'àrea de la badia, mentre que el sud profund i les parts central-oest del comtat són menys denses. poblat amb més ambient rural i zones de platges costaneres.

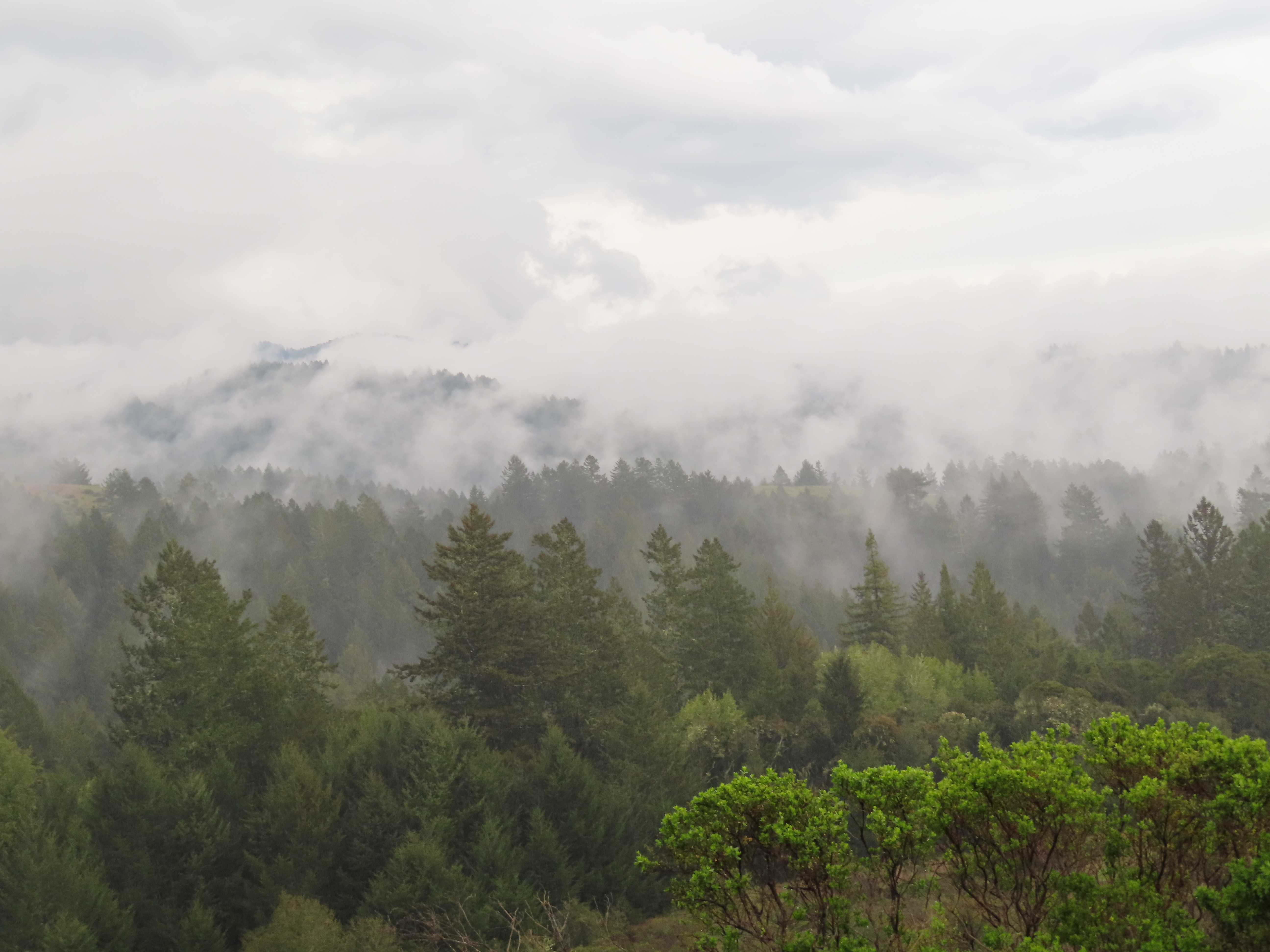
Les muntanyes de Santa Cruz creuen el comtat de San Mateo. En comparació amb la resta de la comarca, la zona és força rural i boscosa.

### Característiques
El comtat de San Mateo es troba a cavall de la península de San Francisco, amb les muntanyes de Santa Cruz en tota la seva longitud. El comtat abasta una varietat d'hàbitats, com ara estuaris, marins, boscos d'alzines, boscos de sequoies, matolls costaners i sabana de roures. Hi ha nombroses espècies de vida salvatge presents, especialment al llarg de la costa de l'estuari de la badia de San Francisco, la muntanya de San Bruno, la reserva marina de Fitzgerald i els boscos del bloc de la muntanya Montara. Diversos rierols descarreguen a la badia de San Francisco, incloses les rieres San Mateo i Laurel Creek, i diversos rierols costaners descarreguen a l'oceà Pacífic, com Frenchmans Creek i San Vicente Creek.
Año Nuevo State Marine Conservation Area i Greyhound Rock State Marine Conservation Area són dues àrees marines protegides adjacents a la costa del comtat de San Mateo. Igual que els parcs submarins, aquestes àrees marines protegides ajuden a conservar la vida salvatge oceànica i els ecosistemes marins.

### Flora i fauna
El comtat acull diverses espècies en perill d'extinció, com ara la serp de lliga de San Francisco i la papallona follet de San Bruno, totes dues endèmiques del comtat de San Mateo. El Ridgway's Rail, en perill d'extinció, també es troba a les costes de la badia de San Francisco, a les ciutats de Belmont i San Mateo. La potentilla de Hickman, flor silvestre en perill d'extinció, es troba prop de l'oceà Pacífic als vessants més baixos de la muntanya Montara. Les flors silvestres en perill d'extinció Pentachaeta de raigs blancs, Pentachaeta bellidiflora, Girasol llanós de Sant Mateu, Eriophyllum latilobum, Lli nan Marin, Hesperolinon congestum i la Menta espinosa de Sant Mateu, Acanthomintha dutonii, es troben als voltants de l’embassament del Cristall.
El maig de 2014, un còndor de Califòrnia va ser detectat a prop de Pescadero, una comunitat costanera al sud de San Francisco —va ser el primer còndor de Califòrnia detectat al comtat de San Mateo des de 1904. El còndor, etiquetat amb el número 597, i també conegut com Lupin, és un dels 439 còndols que viuen en estat salvatge o en captivitat a Califòrnia, Baixa Califòrnia i Arizona. La famella de tres anys va volar més de 160 km al nord del Parc Nacional Pinnacles, al comtat de San Benito, el 30 de maig, i va aterrar en una propietat privada i boscosa prop de Pescadero, a la costa del comtat de San Mateo, on va ser fotografiada per una càmera de vida salvatge activada pel moviment. Harold Heath, professor emèrit, de la Universitat Stanford va ser responsable de l'albirament de 1904, 1,6 km a l'oest del campus universitari.
Els pumes (Puma concolor), també coneguts com a pumes o lleons de muntanya, recorren la comarca.
Els alces de Tule (Cervus canadensis nannodes) eren originaris del comtat de San Mateo i es trobaven entre els aliments preferits del poble Ohlone basant-se en proves etnohistòriques i arqueològiques. El descobriment de dos exemplars d'alces va ser notícia l'any 1962, un d'un ant reial (els toros d'alces reials tenen sis dents per cornamenta) d'una torba excavada a la històrica Llacuna Alta de Pacifica i ara a la col·lecció del Museu de Zoologia de Vertebrats. Poden datar del moment de l'assentament espanyol. Laguna Alta es trobava al sud de la intersecció de l'Interstate 280 i Skyline Boulevard, a l'est de Mussel Rock. L'Acadèmia de Ciències de Califòrnia també té un fragment de crani d'ant recollit una milla cap a l'interior des de la desembocadura de Purisima Creek el 1951. Es van trobar restes addicionals d'alces costaneres que daten dels períodes mitjà i tardà al nord de Califòrnia en almenys cinc jaciments arqueològics més tardans de l'Holocè al comtat de San Mateo: SMA-115 (lloc de Montara State Beach), SMA-118 (lloc de Bean Hollow State Beach), SMA-244 (emplaçament Butano Ridge), SMA-97 (emplaçament Año Nuevo Creek) i SMA-218 (lloc de la Reserva Estatal Año Nuevo). Al costat oriental de la península de San Francisco, també es van descobrir restes d'alces en múltiples jaciments arqueològics al llarg de San Francisquito Creek.

### Àrees nacionals protegides
- Don Edwards San Francisco Bay National Wildlife Refuge (part)
- Àrea recreativa nacional Golden Gate (part)

### Àrea marina protegida
- Reserva Marina Estatal de Montara i Àrea de Conservació Marina Estatal de Pillar Point

### Parcs comarcals
El Departament de Parcs del Comtat de San Mateo opera 22 parcs, senders i llocs històrics repartits per tot el comtat; el primer, Memorial Park, va ser dedicat el 4 de juliol de 1924. El superintendent d'escoles del comtat, Roy Cloud, havia visitat una escola d'una sola habitació a Harrison Canyon com a part de les seves funcions; en aquell moment, estava boscós de sequoies velles i es va alarmar quan va saber que estaven programats per ser tallats. Va demanar a la Junta de Supervisors del Comtat que comprés el terreny.La Comissió de Recreació no es va crear fins al 1932, i el parc es va millorar com a part dels esforços de l’Administració de Progrés de les Obres a partir del 1935.
| No. | Name                | Image | Est.  | Size           | City                 | Ref.          |
| --- | ------------------- | ----- | ----- | -------------- | -------------------- | ------------- |
| 1   | Coyote Point        |       | 1963  | 0,6 + 2,17 km² | San Mateo/Burlingame | [ 27 ] [ 28 ] |
| 2   | Crystal Springs     |       |       | 27 km          | Burlingame           | [ 29 ]        |
| 3   | Devil's Slide       |       |       | 21 km          | Pacifica/Montara     | [ 30 ]        |
| 4   | Edgewood            |       | 1980  | 1,88 km²       | Redwood City         | [ 31 ]        |
| 5   | Fitzgerald          |       | 1969  |                | Moss Beach           | [ 32 ] [ 28 ] |
| 6   | Flood               |       |       | 0,08 km²       | Menlo Park           | [ 33 ]        |
| 7   | Friendship          |       |       | < 40 m²        | Redwood City         | [ 34 ]        |
| 8   | Huddart             |       | 1948  | 4 km²          | Woodside             | [ 35 ]        |
| 9   | Junipero Serra      |       | 1960  | 0,41 km²       | San Bruno            | [ 36 ]        |
| 10  | Memorial            |       | 1924  | 2,73 km²       | Loma Mar             | [ 37 ]        |
| 11  | Mirada Surf         |       |       | 0,06+0,13 km²  | El Granada           | [ 27 ] [ 28 ] |
| 12  | Moss Beach          |       | 2014  | 1,88 km²       | Moss Beach           | [ 27 ] [ 28 ] |
| 13  | Pescadero Creek     |       | 1968  | 32,5 km²       | Loma Mar             | [ 38 ]        |
| 14  | Pillar Point        |       | 2011  | 0,89 km²       | Moss Beach           | [ 39 ]        |
| 15  | Quarry              |       |       | 2,09 km²       | El Granada           | [ 40 ]        |
| 16  | Sam McDonald        |       | 1970  | 3,43 km²       | Loma Mar             | [ 41 ]        |
| 17  | San Bruno Mountain  |       | 1978  | 9,77 km²       | Brisbane             | [ 42 ]        |
| 18  | San Pedro Valley    |       | 1970s | 4,25 km²       | Pacifica             | [ 43 ]        |
| 19  | Sanchez Adobe       |       | 1953  | 0,02 km²       | Pacifica             | [ 44 ]        |
| 20  | Tunitas Creek Beach |       |       |                | Half Moon Bay        | [ 45 ]        |
| 21  | Woodside Store      |       | 1940  | —              | Woodside             | [ 46 ]        |
| 22  | Wunderlich          |       | 1974  | 3,81 km²       | Woodside             | [ 47 ]        |

1. ↑  0,6 km² de terra, 2,17 km² sota l'aigua
2. ↑  Wholly contained within the Montara State Marine Reserve
3. ↑  Dividit per State Route 1 en els 0,06 km² Mirada Surf West i 0,13 km² Est.

Abans de la reconstrucció del pont de San Mateo que va començar el 1996, el comtat també havia explotat el moll de Werder per a pescadors; havia estat el segment occidental del pont d'elevació vertical original de 1929.
A més dels parcs operats pel comtat, els votants del comtat de San Mateo van crear el districte d'espai obert regional de Midpeninsula el 1972, administrat pel Peninsula Open Space Trust, que posseeix diversos espais protegits al comtat de San Mateo (així com a Santa Clara i Santa Cruz). comarques). Els espais protegits del comtat de San Mateo administrats per POST inclouen:

## Demografia
El cens dels Estats Units de 2010 va informar que el comtat de San Mateo tenia 718.451 habitants. La composició racial del comtat de San Mateo era de 383.535 (53,4%) blancs, 20.436 (2,8%) afroamericans, 3.306 (0,5%) nadius americans, 178.118 (24,8%) asiàtics (9,8% filipins, 9,0% xinesos, 1,9% indis), 1,2% japonès, 0,8% coreà, 0,5% vietnamita, 0,3% birmà, 0,1% pakistanès), 10.317 (1,4%) illencs del Pacífic (0,6% tonganès, 0,3% samoans, 0,2% fijians, 0,1% hawaians nadius), 84.5829 %) d’altres races, i 38.210 (5,3%) de dues o més races. Els hispans o llatins de qualsevol raça eren 182.502 persones (25,4%); El 15,7% del comtat de San Mateo és mexicà, 2,7% salvadorenc, 1,2% guatemalenc, 1,2% nicaragüenc, 0,7% peruà, 0,6% porto-riqueny, 0,2% colombià i 0,2% cubà.

## Economia
Un article del Wall Street Journal del juliol de 2013 va identificar l'oferta pública inicial (IPO) de Facebook com la causa d'un canvi en les estadístiques econòmiques nacionals dels Estats Units, ja que el comtat de San Mateo, la seu de l'empresa, es va convertir en el comtat més assalariat del país després del quart trimestre de 2012. L'article va revelar que l'Oficina d'Estadístiques Laborals va informar que el salari setmanal mitjà al comtat era de 3.240 dòlars, que és un 107% més alt que l'any anterior: És l'equivalent a 168.000 dòlars l'any, i més d'un 50% més que el següent més alt. comtat, el comtat de Nova York (més conegut com a Manhattan), que va costar 2.107 dòlars setmanals, o aproximadament 110.000 dòlars l'any.
A partir del quart trimestre del 2021, el valor mitjà de les cases al comtat de San Mateo era d'1.247.070 dòlars, un augment de l'11% respecte a l'any anterior. Va ocupar el quart lloc als Estats Units per als comtats amb el valor mitjà d'habitatge més alt, darrere de Nantucket, Manhattan i Santa Clara.
A més, el comtat de San Mateo acull la seu de Visa Inc, Sony Interactive Entertainment, Electronic Arts, YouTube, Genentech, GoPro i Gilead Sciences, així com un centre d'empreses de capital risc a Menlo Park i diverses altres empreses relacionades amb la tecnologia.
El 2016, Peninsula Clean Energy va començar a subministrar electricitat al 20 per cent dels clients residencials, tots els municipis i totes les petites i mitjanes empreses del comtat, com a programa d'agregació d'elecció de la comunitat, una alternativa a Pacific Gas and Electric.